# H.M. van Randwijkplantsoen
H.M. van Randwijkplantsoen is een plantsoen in Amsterdam-Centrum.
Het plantsoen kreeg per raadsbesluit van 1 april 1970 zijn naam, naar journalist, uitgever en verzetsman Henk van Randwijk. Het was in 1970 geen nieuw plantsoen dat de naam kreeg. De gemeente Amsterdam hernoemde een deel van het Tweede Weteringplantsoen naar de verzetsman. De groenstrook met straatnaambord werd op 2 mei 1970 onthuld door de weduwe Ada van Randwijk in aanwezigheid van voormalig commissaris van de Koningin van Drenthe, J. Cramer en burgemeester Ivo Samkalden.
Het plantsoen kent twee bouwwerken. Het eerste is een muur waarop in letters een eindregel van een gedicht van Van Randwijk is aangebracht:
Een volk dat voor tirannen zwicht, zal meer dan lijf en goed verliezen; dan dooft het licht.
In de beginjaren vielen letters nog weleens van de muur. In 1983 vormde de muur van het monument een onderdeel van een kunstenaarswedstrijd. Achttien kunstenaars moesten een ontwerp indienen voor een schildering van de muur. Het bleef bij een ontwerp; de winnaar zou uiteindelijk twee wanden van het Academisch Medisch Centrum mogen verfraaien. De muur scheidt het plantsoentje van een speelplaats. De typografie is afkomstig van de vrijwel onbekende illustrator en typografe Gerda van der Laan. Zij werd later geëerd in het lettertype voor De boom valt op mij.
Huisnummer H.M. van Randwijkplantsoen 1 is gegeven aan de poffertjeskraam, die aan de rand van het plantsoen staat.
Het beeld Moeder Aarde van Hildo Krop staat na restauratie tussen de genoemde muur en poffertjeskraam. 